# バンバン・ヒエンドラスト
バンバン・ヒエンドラスト（インドネシア語: Bambang Hiendrasto）は、インドネシアの外交官、大使。在バンクーバーインドネシア総領事（2010年～2014年）を経て、2015年1月15日に万寿台議事堂で最高人民会議常任委員会の金永南委員長へ信任状を捧呈して在朝鮮民主主義人民共和国大使に着任。爾後、2018年12月まで駐朝大使を務めた。